# دربنت‌اوبروغو (گوموش‌حاجی‌کوی)
دربنت‌اوبروغو (به ترکی استانبولی: Derbentobruğu) یک منطقهٔ مسکونی در ترکیه است که در گوموش‌حاجی‌کوی واقع شده‌است.